# Kup Hrvatske u hokeju na travi za muškarce 2005.
Kup Hrvatske u hokeju na travi 2005.

## Rezultati

### Četvrtzavršnica
- 1. susreti

Zelina - Concordia 3:3 (2:0)

Marathon - Mladost 2 12:0 (6:0)

Zagreb - Trešnjevka 4:7 (1:3)

Mladost - Jedinstvo 6:3 (1:1)
- uzvratni susreti

Concordia - Zelina 0:1 (0:0)

Mladost 2 - Marathon 1:8 (1:3)

Trešnjevka - Zagreb 6:2 (2:0)

Jedinstvo - Mladost 2:5 (0:2)

### Poluzavršnica
- 1. susreti

Marathon - Zelina 5:0 (1:0)

Trešnjevka - Mladost 0:10 (0:3)
- uzvratni susreti

Zelina - Marathon 4:5 (3:2)

Mladost - Trešnjevka 13:0 (9:0)

### Završnica
Mladost - Marathon 1:1 (1:0), kazneni udarci 4:3
Osvajač hrvatskog kupa za 2005. je zagrebačka Mladost.